# ريتشارد باير
ريتشارد باير (بالألمانية: Richard Baer )‏ (و. 1911 – 1963 م) هو سياسي، ومعذب ألماني، كان عضوًا في الحزب النازي، وكان عضوًا في شوتزشتافل، توفي في فرانكفورت، عن عمر يناهز 52 عاماً، بسبب نوبة قلبية.